# 上智大学グリーフケア研究所
上智大学グリーフケア研究所（じょうちだいがくグリーフケアけんきゅうしょ）は、上智大学に附置された研究所で、身近で大切な人の死などに伴う悲嘆（grief）への癒し（care）に関する研究を行っている。上智同大学の四谷キャンパス（東京都千代田区紀尾井町）と大阪サテライトキャンパス（大阪市）にまたがって活動している。

## 概要
グリーフケアについての日本初の研究所として、聖トマス大学（兵庫県尼崎市）において2009年に設置された。その背景として、尼崎市内で2005年に発生したJR福知山線脱線事故があり、遺族へのケアが課題になったことがある。その後、聖トマス大学は学生募集停止を決定したが、研究所は廃止されることなく、同じカトリック系大学である上智大学へ2010年4月に移管された。所在地も聖トマス大学のキャンパス内のままだったが、2012年3月に現在地に移設されている。
グリーフケアの対象は主に家族などとの死別であるが、子供の結婚などによる喪失感やペットロス症候群も含む。

## 活動内容
調査研究活動だけではなく、グリーフケアを実践する専門家やボランティアの養成に取り組んでいるほか、一般市民を対象とした公開講座「悲嘆について学ぶ」も開催している。
公開講座は、研究所が正式に発足する以前の2007年から聖トマス大学において開催し、多数の熱心な受講者が集まっている。講師は、聖トマス大学や上智大学に所属している教員だけではなく、他大学や病院などに所属している専門家たちも積極的に招聘している。大阪キャンパスでは龍谷大学人間・科学・宗教オープン・リサーチ・センターとの共催である。